# 事業者団体
事業者団体（じぎょうしゃだんたい）とは、事業者としての共通の利益を増進することを主たる目的とする事業者の連合組織。独占禁止法で二以上の事業者の結合体又はその連合体。

## 概要
アメリカにおけるトレード･アソシエーション (trade association) に相当する用語として1948年に制定され，事業者団体法(昭和23年法律第191号)によって創始された。事業者団体法はその後、独占禁止法が1953年（昭和28年）に改正された際、同法に吸収されている。
独占禁止法による事業者団体とは、営利事業者、自営業者で(1)主たる目的は事業者としての共通の利益の増進、(2)二つ以上の事業者の結合体またはその連合体、(3)資本または構成事業者の出資を有しない、(4)営利を目的とする事業を営まない、の要件を充足するものをいう。 
具体的には○○工業会， ○○協会，○○協議会，○○組合といった団体や○○連合会といったこれら団体の連合体が事業者団体に当たるとしている。
2以上の事業者の結合体又は連合体であったとしても、事業者としての共通の利益の増進を目的に含まない業界団体/学術団体、社会事業団体、宗教団体等は事業者団体には当たらないとしている。
公取委としては、事業者団体への規制の解釈・運用の方針をまとめ1995年(平成7年)に、「事業者団体の活動に関する独占禁止法上の指針」を公表（2006年（平成18年）改定）。この指針は、事業者団体のどのような活動が独占禁止法上問題となるかについて、具体的な活動の例を挙げながら明らかにすることによって、事業者団体による独占禁止法違反行為の防止を図るとともに、その適正な活動に役立てようとするものである。
事業者団体は、同業者等が集まり価格や生産量等につき情報の交換等を行いカルテルの温床となることも多く、組織的結束力もあり、競争秩序への危険性も大きいことから、独禁法で事業者に厳しい規制を定めている。
事業者団体は公取委への届出を独占禁止法第8条第2項-第4項と中小企業等協同組合法第７条第３項の規定に基づき規定していたが、事業者団体の届出制度は2009年（平成17年）7月10日をもって廃止した。同日以降の成立・変更・解散については届出の必要がない。

## 例
- 日本学生野球協会
- 日本芸能マネージメント事業者協会
- 日本音楽事業者協会（音事協、JAME）
- 日本芸能実演家団体協議会（芸団協）
- JEDEC（半導体技術協会）
- 東京グラフィックサービス工業会
- 日本動画協会
- 日本ソーダ工業会
- 全日本トラック協会
- Trusted Execution Technology（世界規模のコンピュータ事業者団体）
- 電気通信事業者協会（TCA)
- 日本造船協力事業者団体連合会
- 全国民営職業紹介事業協会（民紹協）

この他、日本医師会も公取委の解釈では事業者団体に該当する。